# Музеј Ван Гога
Музеј Ван Гога (хол. Van Gogh Museum) је музеј у Амстердаму, Холандији, који садржи дела холандског сликара Винсента ван Гога и његових савременика. Музеј поседује најбројнију колекцију Ван Гогових слика и цртежа на свету. Према подацима посећености из 2009. године Музеј Ван Гога је најпосећенији музеј у Холандији и налази се међу тридесет најпосећенијих музеја света.

## Историја
Након Ван Гогове смрти 1890, у 37. години живота, за уметником је остало велико наслеђе у виду богатог дела које је бројало око 900 слика и око 1100 цртежа. Нека дела су продата, нека поклоњена пријатељима, а преостала дела наследио је уметников млађи брат, трговац уметнинама, Тео ван Гог. Тео је поред братовљевих дела сакупљао и дела његових савременика, међу којима су уметници Пол Гоген и Анри де Тулуз-Лотрек. Недуго након Винсентове смрти умро је и Тео, стога је наследство прешло у руке његове удовице Јохане ван Гог. Јохана је организовала изложбе Ван Гогових дела и тако доприносила упознавању публике са уметником и његовим делима. Прва велика изложба десила се 1905. године у амстердамском музеју Стеделијк, док је Ријксмузеум одбио да прихвати Винсентова дела као позајмицу. Јохана је такође промовисала публикацију Винсентових писма Теу, на неколико језика. Након смрти Јохане ван Гог, њен син, инжењер, наследио је колекцију. Колекција је била на располагању неколицини музеја, а слике из колекције су константно излагане у музеју Стеделијк, све до тренутка када је Музеј Ван Гога по први пут отворио своја врата 1973. године.

## Зграда музеја
Музеј чине две зграде. Оригинална конструкција је дело холандског архитекте Герита Ритвелда (1888-1964). У међувремену архитекта је преминуо и зграда музеја није била завршена све до 1973. године. Другу зграду, крило за изложбе у облику елипсе, 1999. године урадио је јапански архитекта Кишо Куросава. Обе зграде су повезане подземним ходником.

## Колекција
Музеј располаже са око 200 Ван Гогових слика из свих његових фаза стваралаштва, као и са око 400 цртежа. Међу најзначајнијим изложеним делима су слике Људи који једу кромпир, Спаваћа соба и једна верзија Сунцокрета.